# Pseudoleistes
Pseudoleistes là một chi chim trong họ Icteridae.